# جنبش تی پارتی

پرچم کریستوفر گدسدن، که یکی از علائم مورد علاقه طرفداران جنبش حزب چای

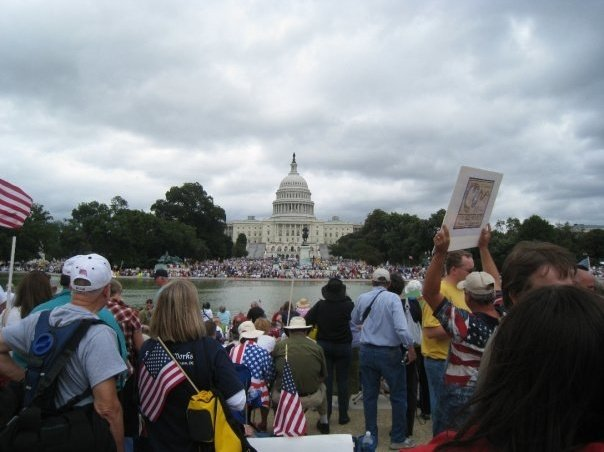
اعتراضات تی پارتی در مقابل مقر کنگره آمریکا، ۱۲ سپتامبر ۲۰۰۹

جنبش تی پارتی یا جنبش اعتراضی چای (به انگلیسی: tea party movement) یک جنبش سیاسی آمریکاییست که از تبعیت از قانون اساسی ایالات متحده، کاستن از مخارج دولت آمریکا و مالیاتها،
و کاهش کسر بودجه و بدهی ملی آمریکا حمایت می‌کند.
این جنبش عموماً بخشی محافظه کار، بخشی لیبرترین و بخشی پوپولیست شمرده می‌شود.
از ۲۰۰۹ تاکنون جنبش اعتراضهایی را مورد حمایت قرار داده و از کاندیدهای سیاسی پشتیبانی کرده‌است.
از ابتدای سال ۲۰۰۹ میلادی مجموعه‌ای از اعتراضات علیه برخی از قوانین فدرال از جمله قانون بیمه درمانی پیشنهادی از سوی باراک اوباما در نقاط مختلف ایالات متحده شکل گرفت که در نهایت به ایجاد این جنبش انجامید. در پی آن این جنبش نفش فعال‌تری را در عرصه سیاسی ایالات متحده بر عهده گرفت و پیروزی جمهوری‌خواهان در انتخابات سنا و کنگره نوامبر ۲۰۱۰ و هم‌چنین شکست اوباما در انتخابات ریاست جمهوری سال ۲۰۱۲ را سرلوحه اهداف خود قرار داد.
در آگوست سال ۲۰۱۰ شبکه خبری فاکس نیوز مدعی شد که میلیاردر معروف، دیوید اچ کوک مبلغی معادل ۲٫۵ میلیون دلار را اخیراً و چند میلیون دلار دیگر را پیش از آن به جنبش حزب چای کمک مالی کرده‌است. همچنین سارا پیلین، نامزد معاونت ریاست جمهوری ایالات متحده در انتخابات سال ۲۰۰۸ و برخی دیگر از شخصیت‌های بانفوذ جمهوری‌خواه از این جنبش حمایت کرده‌اند. برخی سارا پیلین را پرنفوذترین شخصیت جنبش و رهبر غیررسمی آن می‌دانند.

## چهره برجسته
سارا پیلین چهره برجسته طرفداران تی پارتی و سخنگوی غیررسمی این جنبش است. وی نامزد پیشین معاونت ریاست جمهوری بود و به بت طرفداران تی پارتی و سخنگوی غیررسمی آنها بدل شد.

## انگیزه اولیه این جنبش
انگیزه اولیه این گردهمایی‌ها، اعتراض به تصویب قوانین مشخصی در کنگره بود که مهم‌ترین آن، لایحه اصلاح نظام بیمه درمانی و اصلاح نظام مالی آمریکا بود که دولت اوباما به کنگره زیر سلطه حزب خودش داده بود.

## نام
نام این جنبش برگرفته از حرکت اعتراضی مستعمره‌نشینان آمریکایی در سال ۱۷۷۳ در مهمانی چای بوستون است که علیه انحصار دولت بریتانیا و کمپانی هند شرقی بر واردات چای به ایالات متحده واکنش نشان دادند.

## دیدگاه‌ها

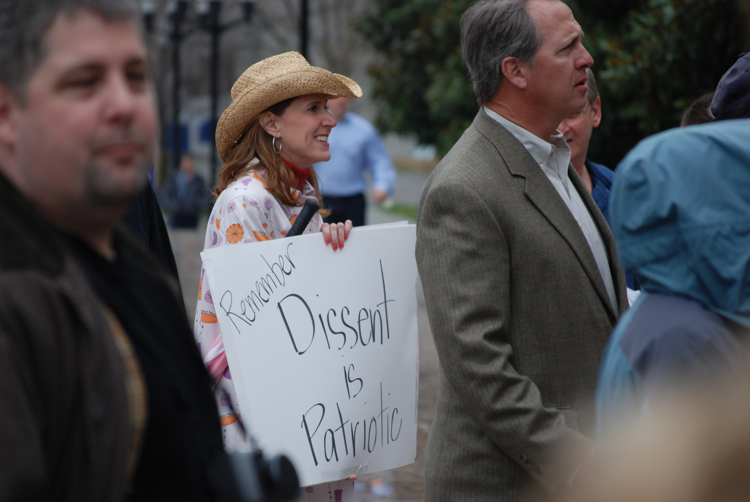
زنی در تظاهرات تی پارتی در نشویل پلاکاردی در دست دارد که بر روی آن نوشته‌است: به یاد داشته باش؛ اختلاف نظر میهن‌پرستی است. ۲۷ فوریه ۲۰۰۹

تمرکز این جنبش بر مسائل اقتصادی و نه اجتماعی است. این جنبش بر سه اصلِ مسئولیت‌پذیری در مقابل مالیاتدهندگان، محدود کردن دولت و بازار آزاد پایبند است. اعتراض شدید به کنگره و کاخ سفید و عدم اعتماد به سیاست‌مداران، دولت و رسانه‌ها در این جنبش مشهود است و بسیاری از اعضای آن عقاید اجتماعی به شدت محافظه‌کارانه‌ای دارند. به گفتهٔ کیت زرنیک خبرنگار نیویورک تایمز و نویسندهٔ کتاب «بسیار خشمگین: جنبش چای از درون» معتقد است اعضای تی پارتی با جرج بوش جمهوری‌خواه و باراک اوبامای دمکرات به یک اندازه مخالفند و هرچند به جمهوری‌خواهان بسیار نزدیک‌ترند اما درعین حال از این حزب بسیار ناخشنودند و عقیده‌دارند که حزب جمهوری‌خواه از هنگامی‌که با وسواس، محافظه‌گرایی اجتماعی را درپیش گرفته از محافظه‌گرایی اقتصادی دست‌کشیده‌است. زرنیک معتقد است برخلاف باور عمومی در مورد همسویی جنبش چای و حزب جمهوری‌خواه، در واقع این دو حزب در بسیاری از مناطق کشور درگیر مبارزه‌ای تمام عیار با یکدیگرند.
به‌گفتهٔ کریستینا بوتری، یکی از اعضای اولیه جنبش اعتراضی چای، حزب چای هرگز درصدد نبوده که تبدیل به یک حزب رسمی سوم (بعد از احزاب جمهوری‌خواه و دموکرات) یا نوعی نهاد سیاسی رسمی شود بلکه اعضای آن می‌خواهند که بر احزاب موجود تأثیر بگذارند. اعضای این حزب می‌دانند با چه چیزی مخالف‌اند اما بر این که چگونه اندیشه‌هایشان را محقق کنند، اتفاق نظری ندارند.
به گفتهٔ او حزب چای فاقد رهبری‌ست. اگرچه سارا پیلین و گلن بک چهره شاخص شبکه فاکس‌نیوز از حمایت وسیعی در جنبش چای برخوردارند اما سخنگوی این حزب نیستند و آن را رهبری نمی‌کنند. بوتری این حزب را نامتمرکز، متشکل از شبکه‌ای از گروه‌های کوچک محلی با هویت و اولویت‌های گوناگون و اصول مالی واحد و بدون مرام‌نامه و اساس‌نامه توصیف می‌کند.
از نظر پراکندگی جمعیت بسیاری از نظرسنجی‌ها نشان می‌دهد که جنبش چای بیشتر مورد حمایت سفیدپوستان بالای ۴۵ سال قرار دارد، طرفدارانی که بیشتر مرد هستند. این گروه به نژادپرستی و بیگانه‌هراسی متهم شده، اتهامی که اکثر اعضای آن شدیداً آن را تکذیب می‌کنند.

## افراد
- محافظه‌کاری